# Хемијске седиментне стене
Хемијске седиментне стене су врста седиментних стена. Оне настају излучивањем и таложењем разних минералних материја које се налазе растворене у води. Хемијске седиментне стене настале су кристализацијом разних соли из засићених раствора и међу њима преовлађујућу евапорити образовани под утицајем испаравања (кухињска со, гипс, анхидрит). У ову групу стена спадају сига и травертин. Сига настаје таложењем калцијум-карбоната у крашком подземљу и чини пећински накит (сталактити и сталагмити). Травертин се ствара на месту избијања топлих извора из кречњака.